# Frederikshavn Provsti
| Frederikshavn Provsti                                        | Frederikshavn Provsti |
| ------------------------------------------------------------ | --------------------- |
| Staat                                                        | Dänemark              |
| Region                                                       | Nordjylland           |
| Kommune(n)                                                   | Frederikshavn         |
| Bistum (Stift)                                               | Aalborg               |
| Gemeinden (Pastorater)                                       | 13                    |
| Kirchspielgemeinden (Sogne)                                  | 22                    |
| Propst (Provst)                                              | Viggo Ernst Thomsen   |
| Bevölkerung                                                  | 58.981 (2021)         |
| Mitglieder der Folkekirken                                   | 49.503 (2021)         |
| Anteil an der Gesamtbevölkerung:                             | ca. 83,9 %            |
|                                                              |                       |
| Lage der Frederikshavn Provsti (rot) im Aalborg Stift (weiß) |                       |

Die Frederikshavn Provsti ist eine Propstei der ev. luth. Volkskirche Dänemarks (Folkekirken) im äußersten Nordosten des Bistums Aalborg (Aalborg Stift) in Norddänemark. Sie umfasst das Gebiet der Frederikshavn Kommune, also die nördlichste Kommune des dänischen Mutterlandes. Propst ist Viggo Ernst Thomsen.

## Kirchspielgemeinden (Sogne)
Folgende 22 Kirchspielgemeinden bilden zusammen die Frederikshavn Provsti:
- Abildgård Sogn mit der Abildgård Kirke und der Fladstrand Kirke
- Albæk-Lyngså Sogn mit der Albæk Kirke
- Åsted Sogn mit der Åsted Kirke
- Bangsbostrand Sogn mit der Bangsbostrand Kirke
- Elling Sogn mit der Elling Kirke und Strandby Kirke
- Flade Sogn mit der Flade Kirke
- Frederikshavn Sogn mit der Frederikshavn Kirke und der Hirsholmene Kirke
- Gærum Sogn mit der Gærum Kirke
- Hulsig Sogn mit der Hulsig Kirke
- Hørby Sogn mit der Hørby Kirke
- Jerup Sogn mit der Jerup Kirke
- Karup Sogn mit der Karup Kirke
- Kvissel Sogn mit der Kvissel Kirke
- Råbjerg Sogn mit der Råbjerg Kirke und der Hulsig Kirke
- Skagen Sogn mit der Skagen Kirke und früher der St. Laurentii Kirche (Versandete Kirche)
- Skærum Sogn mit der Skærum Kirke
- Skæve Sogn mit der Skæve Kirke
- Sæby Sogn mit der Sæby Kirke
- Torslev Sogn mit der Torslev Kirke
- Understed Sogn mit der Understed Kirke
- Volstrup Sogn mit der Volstrup Kirke
- Østervrå Sogn mit der Østervrå Kirke

## Gemeinden (Pastorater)
Die 22 Kirchspielgemeinden sind aufgeteilt auf 13 Gemeinden:
- Abildgård Pastorat
- Albæk Pastorat
- Bangsbostrand Pastorat
- Elling Pastorat
- Flade-Gærum Pastorat
- Frederikshavn Pastorat
- Råbjerg Pastorat
- Skagen Pastorat
- Skæve-Hørby Pastorat
- Sæby Pastorat
- Torslev Pastorat
- Volstrup-Understed-Karup Pastorat
- Åsted-Skærum Pastorat